# Самбатас
'Самбата́с (Самвата́с, грец. Σαμβατάς)  — гапакс, себто слово невідомого походження і непевного значення, не засвідчене ніде, крім трактату «Про управління імперією» (середина Х століття), що його написав візантійський імператор Костянтин VII Багрянородний. Вжито як другу назву Києва чи то Київської фортеці.
Деякими дослідниками альтернативна назва Києва розглядається як підтвердження того, що місто могло знаходитись певний час під хазарським впливом або контролем. Про це також може свідчити іменування князів київських «каганами народа Рос».

## Версії
У таблиці нижче наведений неповний перелік версій різних дослідників, щодо того, що з себе являв Самбатас, де він розташовувався, якою є етимологія його назви.
| Автор                      | Версія | Розташування                    | Етимологія | Джерела       |
| -------------------------- | --- | ------------------------------- | --- | ------------- |
| М. Карамзін                | Назва Києва | —                               | Від слов. «сама мать» (Київ — мати міст руських) | [ 2 ]         |
| М. П. Ламбин               | Назва Києва | —                               | Від слов. «ся есть мать» (варіант версії Карамзіна) | [ 3 ]         |
| Паризо                     | Назва Києва | —                               | Від слов. «за водою», позаяк Київ знаходиться за водою (Дніпром)                                                                                              | [ 3 ]         |
| Г. А. Ільїнський           | Назва пристані в місці впадіння Десни в Дніпро                                                                                | —                               | Від слов. *Sǫ-vodь або *Sǫ-voda (пор. рос. суводь — «сулой, вир»)                                                                                             | [ 4 ]         |
| Г. С. Лебедєв              | Фортеця заснована Олегом | Лиса гора (Юрковиця)            | — | [ 4 ]         |
| Б. О. Рибаков              | Назва урочища в Києві | Біля Почайни (можливо)          | — | [ 4 ]         |
| С. О. Гедеонов             | Назва Києва | —                               | Аналогично назві угорського міста Сомбат | [ 3 ]         |
| П. К. Брун                 | Хазарська назва Києва від імені сина візантійського імператора Льва Вірменина Самватеса (Сімбатеса)                           | —                               | Від особистого імені Самватес (Сімбатес), від вірм. Сембат або вірм. Семпад                                                                                   | [ 3 ]         |
| Ю. Д. Бруцкус              | Хазарська назва Києва | —                               | Від тюрк. sam- («високий», «горищний») + тюрк. bat («сильний») = «горищне укріплення», «висока фортеця»                                                       | [ 4 ]         |
| Ф. Вестберг, А. А. Архипов | Єврейсько-хазарська назва Дніпра і Києва                                                                                      | —                               | Від назви міфічної річки Самбатіон | [ 4 ]         |
| М. В. Горелік              | Сакральна назва хазарської фортеці в Києві, що паралельно мала світську назву Манкерц                                         | Хоривиця (Юрковиця)             | Від тюрк. Шамбат = евр. Шаббат | [ 6 ]         |
| С. И. Климовський          | Назва полянського городища-схованки, яке побутувало в юдейській колонії Києва                                                 | Хоревиця (Киселівка)            | Хазарська (sam+bat) або від річки Самбатіон | [ 7 ]         |
| М. Я. Марр                 | Іранська назва Києва | —                               | Від іранського особистого імені Смбат | [ 4 ]         |
| В. Томсен                  | Скандинавська назва Києва | —                               | Від давньоскан. sand-bakki — «піщана мілина» або давньоскан. sandbakkasś — "піщана височина "                                                                 | [ 4 ]         |
| С. Бугге                   | Скандинавська назва Києва | —                               | Від давньоскан. sand-vađ — «піщаний брід» | [ 4 ]         |
| Й. Добровський             | Скандинавська назва Києва | —                               | Від швед. sambåt — «стоянка човнів» | [ 8 ]         |
| В. С. Янович               | Фортеця збудована готами бл. 250 р. н. е.                                                                                     | Бусове поле                     | Від герм. sam — «збір» та botas — «човни» | [ 10 ] [ 11 ] |
| Г. Я. Мокєєв               | Використана Костянтином Багрянородним назва укріплення «Городець» на Почайні, по аналогії з портом Самбатас у Константинополі | На косі між Почайною та Дніпром | — | [ 12 ]        |
| О. Д. Федченко             | Балтська назва фортеці Вишгород                                                                                               | Вишгород, Ольгина гора          | Споріднено з лит. žambótas — «кут», «край», або можливо лит. žambas — «споруда» і лит. butas — «будинок», тобто фортеця на високому порізаному виступі        | [ 13 ]        |
| А. Шилов                   | Чудська назва фортеці Києва                                                                                                   | —                               | Від чуд. *Samba-aita або *Samba-aitaus — «жердина, (стовп)-огорожа», калька д.-рус. *Кыев-градъ, розуміючи Кыев- як похідне від кый — «палка, посох, жердина» | [ 14 ]        |